# Louis II de Wurtemberg
 (décembre 2013).
Si vous disposez d'ouvrages ou d'articles de référence ou si vous connaissez des sites web de qualité traitant du thème abordé ici, merci de compléter l'article en donnant les références utiles à sa vérifiabilité et en les liant à la section « Notes et références ».
Pour les articles homonymes, voir Louis II et Louis de Wurtemberg.
Louis II de Wurtemberg (1137-1181), succéda à son père Louis Ier de Wurtemberg comme comte de Wurtemberg de 1158 à sa mort.

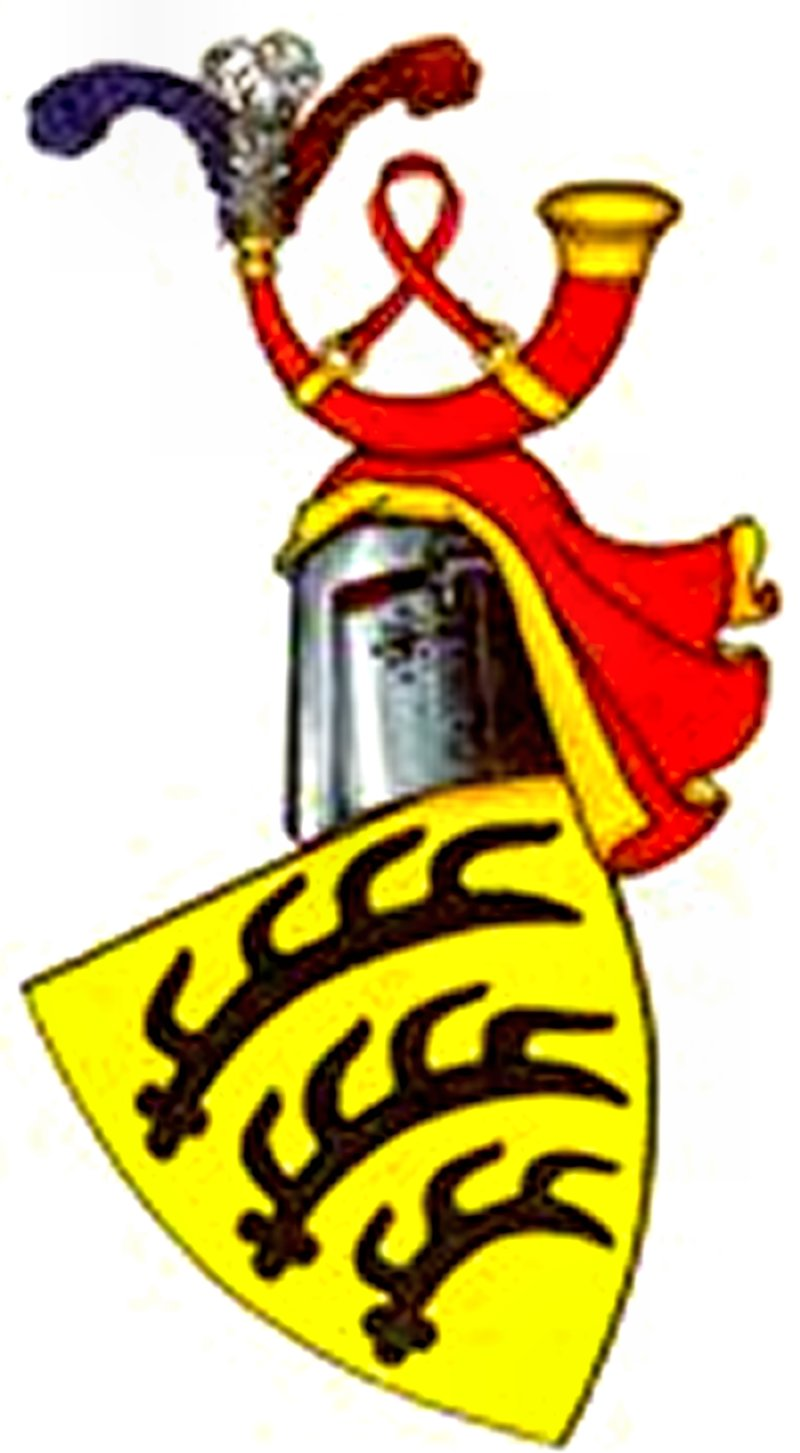

Deux de ses fils furent aussi comtes de Wurtemberg :
- Henri Ier de Wurtemberg, de 1181 à 1201
- Louis III de Wurtemberg, de 1201 à 1228

Louis II est l'ascendant agnatique (direct de mâle en mâle) de Charles de Wurtemberg, chef de la maison de Wurtemberg de 1975 à sa mort en 2022, et, évidemment de son petit-fils et successeur Wilhelm de Wurtemberg, né en 1994.